# Szalony Przechód
Szalony Przechód lub Głupi Przechód (słow. Vyšné Kopské sedlo) – położona na wysokości 1934 m płytka przełęcz w południowej grani Szalonego Wierchu (2061 m) w Tatrach Bielskich. Grań ta łączy Tatry Bielskie z Jagnięcym Szczytem w Tatrach Wysokich. W południowym kierunku od Szalonego Przechodu znajduje się w niej jeszcze druga, głębsza Przełęcz pod Kopą (1750 m). Obydwie te przełęcze oddzielone są niewysoką, skalistą czubą, zwaną Szaloną Kazalnicą.
Strome i skalisto-trawiaste zachodnie stoki Szalonego Przechodu opadają do Doliny Zadnich Koperszadów. Wcina się w nie Głupi Żleb.
Stoki wschodnie, łagodne i trawiaste, opadają do Doliny Przednich Koperszadów.
Przez Szalony Przechód prowadzi szlak turystyczny i przełęcz ta jest dobrym punktem widokowym. Walery Eljasz-Radzikowski w 1900 r. tak opisywał widoki stąd: Sąsiedztwo najwyższych szczytów tatrzańskich około Łomnicy daje pyszny widok, tchnący dzikością, w przeciwstawieniu do zielonych trawiastych zboczy Tatr Bielskich.

## Szlak turystyczny
Zdziar – Dolina Mąkowa – Dolina do Regli – Dolina Szeroka Bielska – Szeroka Przełęcz Bielska – Szalony Przechód – Przełęcz pod Kopą. Suma podejść 1075 m, czas przejścia: 3.55 h, ↓ 3.10 h

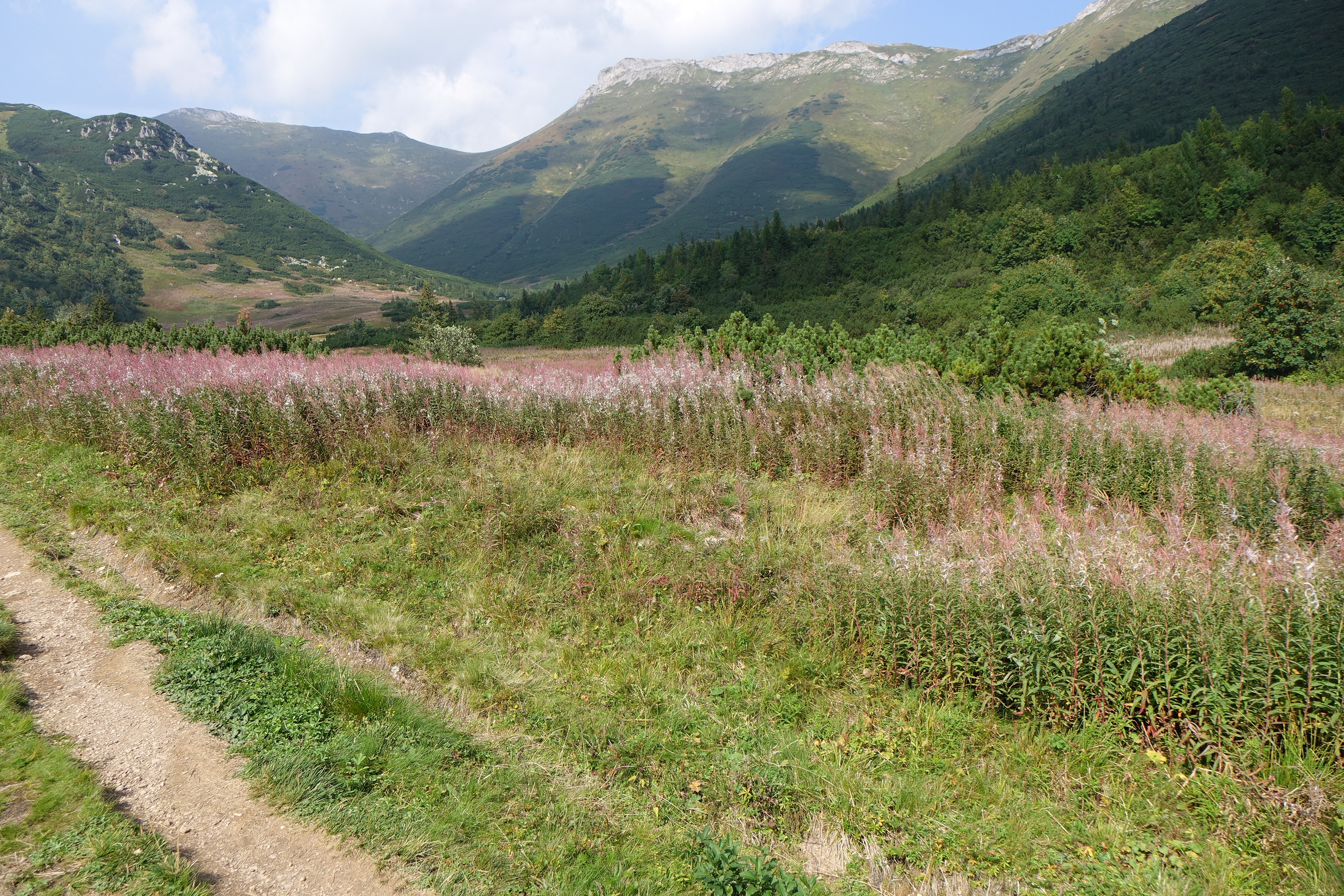
Widok na Szalony Przechód z Bielskiej Równi